# Йоаким (Цехановський)
Йоаки́м Цехано́вський (Ціхановський, Цехановецький, Цеханович, пол. Joachim Ciechanowski, Ciechanowiecki, Ciechanowicz; ? ― 4 квітня 1719, Пінськ) ― василіянин, єпископ Пінський і Турівський Руської унійної церкви.

## Життєпис
Після складення вічних обітів у Василіянському Чині, в 1710–1711 роках вивчав логіку і філософію у Віленській єзуїтській колегії. 1716 призначений єпископом Пінсько-Турівським. 15 вересня 1717 написав листа до литовського канцлера князя Кароля Станіслава Радзивілла з проханням про звільнення духовенства його єпархії від обов'язків військових контрибуцій.
Був єпископом три з половиною роки. Помер 4 квітня 1719 року в Пінську і згідно його волі, як василіянин, був похований в одному із притворів Успенського храму Жировицького монастиря.

## Оцінки
Згідно Ігнатія Стебельського, Йоаким Цехановський «відзначався великою богобоязню і святістю життя. Єпископом був тільки три з половиною роки, однак в очах людей та Бога став святим».

## Вшанування пам'яті
Мощі владики Йоакими були перепоховані біля головного входу в Успенський собор в Жировичах, всередині з правого боку, в капличці, під храмом у склепі. В монастирі існує переказ, що це зробили православні в 1870-ті, коли очищали склепи під церквою від похованих там законників-василіян та світських людей, а тіло владики було знайдене нетлінним. До початку 1990-их років греко-католицькому єпископу місцеві православні відправляли панихиду двічі на рік — 4 квітня (день його смерті) і 9 вересня (день іменин).